# Озеречня (река)
Озеречня (устар. Зарешня) — река в России, протекает в Марёвском районе Новгородской области. Устье реки находится в 1,8 км по правому берегу реки Марёвка. Длина реки составляет 30 км.
Левый приток — ручей Шелон, правый приток — ручей Чёрный. Ниже справа впадает река Лубнянка и ручей Бобровец.
Высота истока — 230 м над уровнем моря. Высота устья — 74 м над уровнем моря.
Река протекает по территории Моисеевского и Марёвского сельских поселений. По берегам реки стоят деревни: Старое Лукошкино, Озеречня, Осиновик, Раздольное, Родивановщина.
Система водного объекта: Марёвка → Пола → Ильмень → Волхов → Ладожское озеро → Нева → Балтийское море.

## Данные водного реестра
По данным государственного водного реестра России относится к Балтийскому бассейновому округу, водохозяйственный участок реки — Ловать и Пола, речной подбассейн реки — Волхов. Относится к речному бассейну реки Нева (включая бассейны рек Онежского и Ладожского озера).
Код объекта в государственном водном реестре — 01040200312102000021915.